# Oplostomus frontalis
Oplostomus frontalis är en skalbaggsart som beskrevs av Moser 1908. Oplostomus frontalis ingår i släktet Oplostomus och familjen Cetoniidae. Inga underarter finns listade i Catalogue of Life.